# Liste der luxemburgischen Botschafter in Portugal
Die Liste der luxemburgischen Botschafter in Portugal listet die Botschafter des Großherzogtum Luxemburgs in Portugal auf. Die erste luxemburgische Botschaft in Portugal wurde in Anwesenheit der Außenminister der beiden Länder, Jacques F. Poos und João de Deus Pinheiro am 7. Dezember 1988 in Lissabon eröffnet. Seit 2003 ist der luxemburgische Botschafter in Portugal auch in Kap Verde akkreditiert.

## Missionschefs
1891: Aufnahme diplomatischer Beziehungen am 21. Mai

### Generalkonsuln
- 1938–1940: Manuel Ribeiro Espírito Santo Silva (1908–1973)

### Botschafter

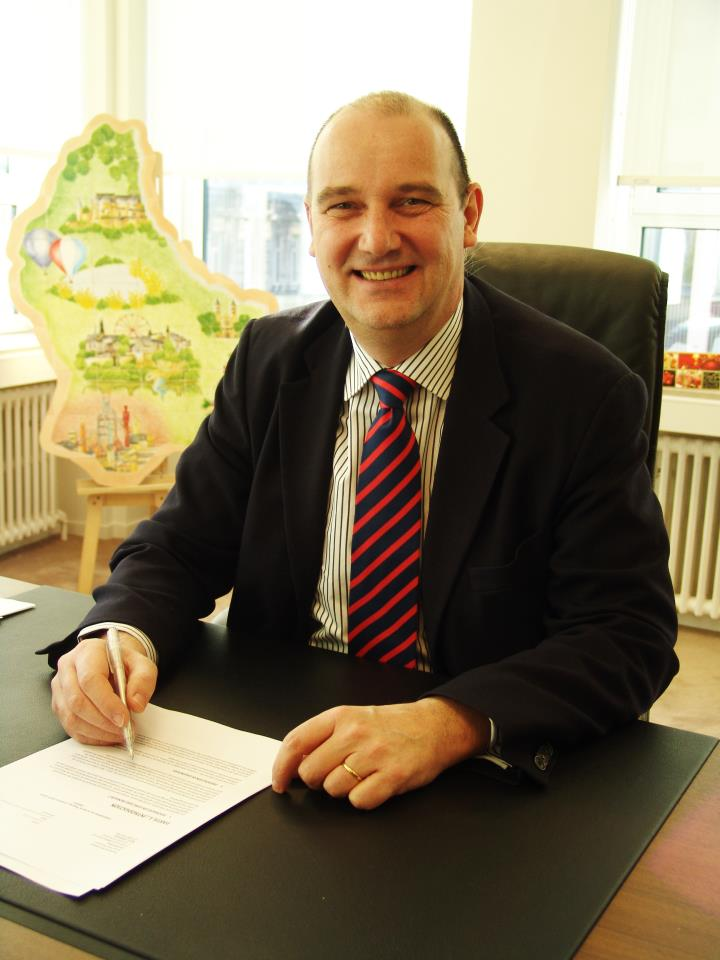
Alain de Muyser (2012)

- 1988–1993: Jean A. Welter (* 1948)
- 1993–1998: Paul Faber (1943–2014)
- 1998–2003: Paul Dühr (* 1956)
- 2003–2004: Sylvie Lucas (* 1965)
- 2004–2010: Alain de Muyser (* 1961)
- 2010–heute: Paul Schmit